# Nebojša Jovan Živković
Nebojša Jovan Živković, srbski tolkalist in skladatelj, * 5. julij 1962, Sremska Mitrovica.
Svojo solistično kariero je začel že med študijem, leta 1984 v Nemčiji in si do konca 20. stoletja pridobil sloves enega najboljših evropskih solistov na marimbi in drugih tolkalih. Gostoval je po vsej Evropi, na Japonskem, v Koreji, Mehiki, pogosto gostuje v ZDA. 
Živkovič igra na posebno marimbo znamke Yamaha, ki jo je po njegovem načrtu japonska tovarna glasbil izdelala 1997 zanj in je edini primerek te vrste.